# ア・レター・ホーム
『ア・レター・ホーム』（A Letter Home）は、カナダ／アメリカのミュージシャン、ニール・ヤングの35枚目のスタジオ・アルバム。ヤングがザ・ホワイト・ストライプスのジャック・ホワイトと共同でプロデュースした。2014年4月19日のレコード・ストア・デイにサード・マン・レコードからリリースされた。

## 背景
このアルバムは、テネシー州ナッシュビルにあるジャック・ホワイトのサード・マン・レコードのレコーディング・スタジオで、1947年製のヴォイス・オ・グラフのレコード録音ブースを改装してレコーディングされた。ヤングは2014年3月、このアルバムは「レトロな技術なので、人々をとても混乱させるだろう...。閉ざされた空間の中でハーモニカを使ったアコースティックなもので、マイク1本でレコードに繋いでいる」と言い、ホワイトは、「違う場所、違うムードに行くために、わざと美しさを難解にしているんだ」と語った。2014年5月、『ローリング・ストーン』誌のデヴィッド・フリックとのインタビューで、ヤングはホワイトを「オリジナルだ、私はずっとオリジナルを見てきた。オリジナルから吸収し、それを自分のものにしてきた。それがフォークのプロセスなんだ」と評した。ヤングのウェブサイトに掲載されたメッセージでは、このアルバムは「古代の電気機械技術で録音された、過去の再発見された曲の未聴コレクション」と説明されている。

## 楽曲
このアルバムは、ブルース・スプリングスティーン、ボブ・ディラン、ウィリー・ネルソン、ゴードン・ライトフットといったアーティストの名曲のカヴァーで構成されており、ヤングはそれらを「自分の人生をどうするか考えるときに聴いた曲」と表現している。彼は、このアルバムは自分の原点と影響を受けた音楽を探求する「ルーツ・プロジェクト」だと語り、「個人的に共鳴する」曲を選んだと付け加えた。彼は『On The Road Again』について、「自分にとって世界レベルの曲のようなものだ。そう、僕はこれが大好きで、これが僕の気持ちなんだ、僕はそういう男で、僕はその男なんだ』って感じなんだ」
冒頭のスポークン・ワード・トラックと、アルバム全体を通して語られる他の台詞は、1990年に亡くなった彼の母、エドナ・'ラッシー'・ヤングに宛てたものだ。「母はこのアルバムを気に入っていただろう」と。また「ジャックは僕にこう言ったんだ。「昔はレコードでメッセージを送っていたんだ。それはいつも音楽だけではなかったんだ」ってね」とも語った。このアルバムの1曲目はフィル・オックスの「Changes」だ。ヤングは自身のウェブサイトへの2020年の投稿で、オックスを「フォーク時代の最も偉大な作家の一人だ...フォーク・デュオのジムとジーンが60年代にフィル・オックスを紹介してくれた。素晴らしい歌詞だ」。2023年の投稿で彼は、この曲は 「歌とはどういうものかを教えてくれた最初の曲のひとつ」だと語っている。
ヤングは「ボブ・ディランの 「北国の少女（Girl from the North Country）」をやるしかなかった」と語った。「ボブの卓越したソングライティングによって、コードはすべて横向きになっている」と彼は語り、「自分のヴァージョンが大好きなんだ」と付け加えた。ヤングはバート・ヤンシュの「Needle of Death」をレコーディングしたが、その数年前に意図せずこの曲を自身の「Ambulance Blues」のベースとして使ってしまった。ヤングは自分の曲が「ほとんど同じコードで、私がどのように変化をつけたかわかるだろう、私は彼にとても影響され、基本的に違うテーマで彼の曲を書き直した」と認めている。このアルバムには、ヤングが「巨匠」と呼ぶ、同じカナダ出身のゴードン・ライトフットの曲が2曲収録されている。「ゴーディーの曲は大好きだ。このアルバムで私が歌った彼の曲は2曲とも、私にとってとても感動的で感情的な曲だ」と語っている。

## レコーディング
ヤングは、ジャック・ホワイトが1年半かけて丹念に修復し、サード・マン・レコードの来店客にレコーディングを許可しているヴォイス・オ・グラフ・マシンを見て、このアルバムのレコーディングを思い立った。ホワイトはこう語っている「今では本当に信じられないような音がする。人々はお互いにオーディオ・レターを送り合うのに使っていた。戦争で軍隊にいた人たちは、故郷にメッセージを送ったんだ。ヤングはホワイトのスタジオを使っていた。「ウィリー・ネルソンの誕生日にトリビュートをやったんだ。みんなが来て、ブースでレコーディングしていた...。当時のEメールやボイスメールのようなものだった。彼は私にこれを見せてくれて、人々がやってきてレコードを作っていたんだ。 「プロダクションはなく、ただのパフォーマンスなんだ。曲のエッセンスが大事なんだ」とヤングは付け加え、3日間でレコーディングしたことを明かした。
ブースの録音時間が短いため、各トラックは分割して録音され、テープに移されてつなぎ合わされた。ヤングはコンサートの聴衆にこう語った、
「1分40秒だけ演奏して、それを過ぎたら止めたんだ。別のディスクを入れて、残りを演奏したんだ。そのまま続けて、デジタルのマジックで全部カットしたんだ」ホワイトは、「ディスクがカットされた後、1953年のスカリー旋盤で1インチ2トラックに移した。サード・マンの1953年製スカリー旋盤は、シンシナティの伝説的なキング・レコードで以前使われていたものだった」と語った"。レコーディングは2つの異なる手法で同時に行われた。後にヤングは、公式リリースよりも音質が向上したアルバムの「クリーン・テープ・フィード」を自身のウェブサイトでストリーミング配信するようにした

## 評価
| 専門評論家によるレビュー | 専門評論家によるレビュー |
| 総スコア                 | 総スコア                 |
| 出典                     | 評価                     |
| ------------------------ | ------------------------ |
| Metacritic               | 70/100                   |
| レビュー・スコア         |                          |
| 出典                     | 評価                     |
| The A.V. Club            | B                        |
| MusicOMH                 | [ 21 ]                   |
| AllMusic                 | [ 22 ]                   |
| Pitchfork                | 6.3/10                   |
| The Guardian             | 4/5                      |

アレックス・ペトリディスは、「意図的にひび割れたような、くぐもったカヴァー・アルバムは、非常にパワフルなものであることがわかった」と述べている。また、「ある種の不気味さが全体を通して非常によく表れている」とし、「ヴォイス・オー・グラフは（ニール・ヤングの）歌に奇妙さを取り戻しているようだ」と述べている。A.V.クラブは『A Letter Home』を2014年上半期のベスト・アルバムのひとつとみなし、「驚かせることでキャリアを築いてきた男による最も驚くべきレコード」と評した。

ローリング・ストーン誌は好意的な批評の中で、「その倒錯的なやり方で、『A Letter Home』はヤングが今世紀に作ったレコードの中で最も楽しいもののひとつだ」とし、「失われた世界からのひび割れたフィールド・レコーディングのような演奏だ」と評した。ピッチフォーク誌のレビューは、「グルーヴの連続的な擦れ、ポップス、一瞬のゆがみが聴こえる」と指摘し、アルバムには「いくつかの見事な演奏」と「心を痛める」演奏が含まれていると付け加えている。

## トラックリスト
| #   | タイトル                                                       | 作詞・作曲          | 時間 |
| --- | -------------------------------------------------------------- | ------------------- | ---- |
| 1.  | 「A Letter Home Intro」(ア・レター・ホーム・イントロ)          |                     | 2:16 |
| 2.  | 「Changes」(木の葉の丘)                                        | Phil Ochs           | 3:56 |
| 3.  | 「Girl from the North Country」(北国の少女)                    | Bob Dylan           | 3:32 |
| 4.  | 「Needle of Death」(死の針)                                    | Bert Jansch         | 4:57 |
| 5.  | 「Early Morning Rain」(朝の雨)                                 | Gordon Lightfoot    | 4:24 |
| 6.  | 「Crazy」(クレイジー)                                          | Willie Nelson       | 2:16 |
| 7.  | 「Reason to Believe」(リーズン・トゥ・ビリーヴ)                | Tim Hardin          | 2:47 |
| 8.  | 「On the Road Again」(オン・ザ・ロード・アゲイン)              | Willie Nelson       | 2:23 |
| 9.  | 「If You Could Read My Mind」(心に秘めた想い)                  | Gordon Lightfoot    | 4:04 |
| 10. | 「Since I Met You Baby」(シンス・アイ・メット・ユー・ベイビー) | Ivory Joe Hunter    | 2:13 |
| 11. | 「My Hometown」(マイ・ホームタウン)                            | Bruce Springsteen   | 4:08 |
| 12. | 「I Wonder If I Care as Much」(もう気にしないよ)               | The Everly Brothers | 2:29 |

Bonus tracks from box set singles:
| #   | タイトル                   | 作詞          | 作曲・編曲    | 時間 |
| --- | -------------------------- | ------------- | ------------- | ---- |
| 13. | 「Blowin' in the Wind」    | Bob Dylan     | Bob Dylan     | 3:39 |
| 14. | 「Crazy (alternate take)」 | Willie Nelson | Willie Nelson | 2:25 |

## 参加メンバー
- ニール・ヤング：ヴォーカル、ギター、ハーモニカ、ピアノ、プロデュース
- ジャック・ホワイト - ヴォーカル、ピアノ（「オン・ザ・ロード・アゲイン」）、ヴォーカル、ギター（「アイ・ワンダー・イフ・アイ・ケア・アズ・マッチ」）、プロデュース

制作スタッフ
- ゲイリー・バーデン、ジェニス・ヘオ - アートディレクション＆デザイン
- ジョー・マコーヘイ、ウィル・ミッチェル - 撮影
- ケヴィン・カリコ、ジョシュア・V・スミス - エンジニアリング
- ミンディ・ワッツ：アシスタント・エンジニアリング
- ジョージ・イングラム - 録音
- ボブ・ラドウィック - マスタリング
- エリオット・ロバーツ - ディレクション

DVD制作スタッフ
- バーナード・シェイキー（ニール・ヤング） - ディレクション
- ウィル・ミッチェル - 制作、メニュー・サウンド・デザイン、サウンド（ドキュメンタリー）
- エリオット・ラビノヴィッツ - 製作総指揮
- ベンジャミン・ジョンソン - 編集、撮影監督（ドキュメンタリー）
- ハンナ・チョウ - 編集
- クリス・クンツ、アティカス・カルバー＝リース - グラフィック
- トシ・オーヌキ（大貫敏之） - メニューアートディレクション
- ジュリアン・ベイカー：ハンドレタリング
- マーシー・ジェンシック - クリアランス